# آنسات أفنيون
آنسات أفنيون (المسماة في الأصل بيت دعارة أفنيون) هي لوحة زيتية كبيرة رسمها عام 1907 الفنان الإسباني بابلو بيكاسو. يصور العمل، وهو جزء من المجموعة الدائمة لمتحف الفن الحديث، خمس عاهرات عاريات في بيت للدعارة في Carrer d'Avinyó، وهو شارع ببرشلونة. تصور كل شخصية بوضعية مواجِهة مربكة وليس لأي منهن السمت الأنثوية التقليدية. تبدو النساء متوعدات بعض الشيء ويتم تقديمهن بأشكال جسدية مفككة حادة الزوايا. تُظهر ملامح وجه الأشكال الثلاثة على اليسار بالأسلوب الأيبيري لإسبانيا بيكاسو الأصلية، بينما يظهر الشكلين على اليمين بملامح مشابهة لقناع أفريقي. البدائية العنصرية التي أثارتها هذه الأقنعة، وفقًا لبيكاسو، «نقلته إلى تحرير أسلوب فني أصلي تمامًا من القوة الساحرة، والمتوحشة حتى.»
بهذا التكييف للبدائية والتخلي عن المنظور لصالح تصوير مسطح ثنائي الأبعاد، فإن بيكاسو انحرف بشكل جذري عن التصوير الأوروبي التقليدي. يعتبر هذا العمل التكعيبي البدئي (ماقبل التكعيبي) على نطاق واسع المؤثر بقوة في التطور المبكر لكل من التكعيبية والفن الحديث.
كانت لوحة الآنسات ثورية ومثيرة للجدل وأدت إلى انتشار الغضب والرفض على نطاق واسع، حتى بين أقرب أصدقاء ومرافقي الرسام. اعتبر ماتيس العمل كنكتة سيئة، ومع ذلك تفاعل بشكل غير مباشر معها في لوحته «سباحون مع سلحفاة 1908»، لم يعجب جورج براك باللوحة أيضا في البداية، لكنه ربما أكثر من أي شخص آخر، درس العمل بتعمق كبير. وفي الحقيقة، أدت صداقته وتعاونه اللاحقين مع بيكاسو إلى ثورة التكعيب. ناقش النقاد اللاحقون على نطاق واسع تشابهها مع لوحة سيزان السباح، ولوحة بول غوغان تمثال أوفيري، ولوحة الجريكو افتتاح الخاتم الخامس.
وقت عرضها الأول عام 1916، اعتبرت اللوحة غير أخلاقية. شوهد العمل، الذي رسم في استوديو بيكاسو في باتو لافوار في مونتمارتيه، باريس، علانية لأول مرة في صالون دانتين في يوليو 1916، في معرض نظمه الشاعر أندريه سالمون. كان في هذا المعرض أن أعطى سالمون (الذي سبق أن ذكر اللوحة في عام 1912 تحت عنوان فلسفة بيت الدعارة) العمل عنوانه الحالي الأقل إثارة للفضيحة، آنسات آفنجنون، بدلاً من العنوان الذي اختاره أصلاً بيكاسو، بيت دعارة آفجنون. بيكاسو، الذي أشار إليه دائمًا باسم «بيت دعارتي» أو بيت دعارة آفجنون، لم يعجبه مطلقًا لقب سالمون وكان يفضل بدلاً من ذلك التنقيح «بنات أفنيون».

## الخلفية والتطور
توصل بيكاسو لأن يكون بنفسه فنانا مهمًا خلال العقد الأول من القرن العشرين. وصل إلى باريس قادماً من إسبانيا في نهايات القرن كرسام شاب طموح أن يصنع لنفسه اسمًا. على الرغم من أنه ترك في نهاية المطاف معظم أصدقائه وأقاربه واتصالاته في إسبانيا، إلا أنه استمر في العيش والتصوير في إسبانيا بينما يقوم برحلات منتظمة إلى فرنسا. لعدة سنوات كان يتناوب العيش والعمل بين برشلونة، ومدريد، والريف الإسباني، كما قام برحلات متكررة إلى باريس.
بحلول عام 1904، استقر بالكامل في باريس وأنشأ العديد من الإستديوهات والعلاقات المهمة مع كل من الأصدقاء والزملاء. بين عامي 1901 و 1904، بدأ بيكاسو في كسب التقدير للوحاته الزرقاء. في المقام الأول كانت هذه الدراسات للفقر واليأس تستند إلى  مشاهد رآها في إسبانيا وباريس في نهاية القرن. وشملت الموضوعات العائلات المضناة، والشخصيات العمياء، والمواجهات الشخصية؛ لوحات أخرى تصور أصدقاءه، ولكن معظمها عكست وعبرت عن الشعور بالحزن واليأس.
تابع نجاحه من خلال تطوره إلى فترته الوردية من 1904 إلى 1907، والتي أدخلت عنصرًا قويًا من الحسية والجنسانية إلى عمله. تُظهر رسوم الفترة الوردية الألعاب البهلوانية ومؤدو الألعاب في السيرك والشخصيات المسرحية بألوان أكثر دفئًا وأكثر إشراقًا وأكثر تفاؤلاً وفرحًا في تصويرها الحياة البوهيمية للطليعية الباريسية ومحيطها. أنتجت الفترة الوردية رائعتين كبيرتين مهمتين: عائلة سالتيمبانك (1905)، التي تستذكر أعمال غوستاف كوربيت (1819-1877) وإدوارد مانيه (1832-1883)؛ وصبي يقود حصانا (1905–1906)، التي تستذكر لوحة السباح لبول سيزان( (1885-1887 ولوحة آلجريكو سان مارتن والشحاذ ( (1597–1599. وبرغم أنه كان لديه بالفعل عدد كبير من المتابعين بحلول منتصف عام 1906، تمتع بيكاسو بمزيد من النجاح من خلال لوحاته الخاصة بالنساء العاريات الضخام هائلة الحجم، شخصيات منحوتة ضخمة استذكرت أعمال بول غوغان وأظهرت اهتمامه بالفن البدائي لل(الأفارقة، الميكرونيين، الأمريكيين الأصليين). بدأ في عرض أعماله في صالات عرض بيرثا وايل ( (1865–1951 وآمبروز فولارد ( (1866-1939، واكتسب بسرعة سمعة متزايدة وأتباعًا بين المجتمعات الفنية في مونتمارتيه ومونتبارنسيه.
أصبح بيكاسو مفضلاً لدى جامعي الأعمال الفنية الأمريكيين جيرترود شتاين وشقيقها ليو حوالي عام 1905. كما أصبح شقيق الأخوة شتاين الأكبر مايكل وزوجته سارة جامعين لأعماله. رسم بيكاسو صوراً لكلٍ من جيرترود شتاين وابن أخيها ألان شتاين.
بدأت جيرترود شتاين في اقتناء رسوم ولوحات بيكاسو وعرضها في صالونها غير الرسمي في منزلها في باريس. في أحد تجمعاتها في عام 1905، التقى بهنري ماتيس (1869-1954)، الذي كان في تلك الأيام منافسه الرئيسي، على الرغم من أنه سيصبح صديقاً مقرباً في السنوات اللاحقة. قدمت عائلة شتاين بيكاسو إلى كلاريبل كون (1864-1929)، وشقيقتها إيتا كون (1870–1949)، وكانتا أيضاً من هواة جمع الأعمال الفنية الأمريكيين، وبدأتا في اقتناء لوحات بيكاسو وماتيس. في النهاية، انتقل ليو شتاين إلى إيطاليا، وأصبح مايكل وسارة شتاين من رعاة ماتيس المهمين، بينما واصلت جيرترود شتاين جمع بيكاسو.
في يوليو 2007، نشرت مجلة نيوزويك مقالًا من صفحتين حول آنسات آفجنون واصفة إياه ب «العمل الفني الأكثر تأثيرا في المئة عام الماضية ». جادل الناقد الفني هولاند كوتر أن بيكاسو «غير التاريخ من خلال هذا العمل. لقد استبدل لوحات العراة الكلاسيكية العذبة المثالية بسلالة جديد من الكائنات الجنسية المسلحة والخطيرة.»

## التراث
تُظهَر اللوحة بشكل بارز في موسم 2018 من المسلسل التلفزيوني عبقري (Genius ) الذي يركز على حياة بيكاسو وأعماله.

## الخامات المستخدمة في اللوحة
في عام 2003، أكد فحص للوحة بواسطة مطياف الأشعة السينية الفلورية أجراه القيمون في متحف الفن الحديث وجود الأصباغ التالية: الرصاص الأبيض، والأسود العظمي، والزنجفر، والكادميوم الأصفر، والكوبالت الأزرق، والأخضر الزمردي، والأصباغ الترابية البدائية (مثل المغرة بنية اللون) التي تحتوي على الحديد.